# Comité consultatif des Églises orthodoxes orientales
Le Comité consultatif des Églises orthodoxes orientales (en anglais : Consultative Committee of Oriental Orthodox Churches) est une entité qui rassemble des représentants des différentes Églises orthodoxes orientales.
Il se réunit à l'occasion des dialogues théologiques ou rencontres œcuméniques pour coordonner les positions de cette famille ecclésiale.

## Églises représentées
Sept Églises ou juridictions font partie du Comité :
- Église copte orthodoxe
- Église syriaque orthodoxe
- Catholicossat de tous les Arméniens (Église apostolique arménienne)
- Catholicossat arménien de Cilicie (Église apostolique arménienne)
- Église éthiopienne  orthodoxe
- Église malankare orthodoxe
- Église érythréenne orthodoxe